# Blang Pha
Blang Pha is een bestuurslaag in het regentschap Aceh Utara van de provincie Atjeh, Indonesië. Blang Pha telt 565 inwoners (volkstelling 2010).